# Dennis van der Geest
Dennis van der Geest, né le 27 juin 1975 à Haarlem, est un judoka néerlandais. Son frère Elco est aussi judoka.

## Palmarès

### Jeux olympiques
- Médaille de bronze en +100 kg aux Jeux olympiques de 2004 à Athènes ( Grèce).

### Championnats du monde
- Médaille de bronze en toutes catégories aux Championnats du monde de judo 1997 à Paris ( France).
- Médaille de bronze en toutes catégories aux Championnats du monde de judo 1999 à Birmingham ( Royaume-Uni).
- Médaille de bronze en toutes catégories aux Championnats du monde de judo 2001 à Munich ( Allemagne).
- Médaille d'argent en +100 kg aux Championnats du monde de judo 2003 à Osaka ( Japon).
- Médaille d'or en toutes catégories aux Championnats du monde de judo 2005 au Caire ( Égypte).

### Championnats d'Europe
- Médaille d'argent en +95 kg en 1997 à Ostende.
- Médaille de bronze en toutes catégories en 1998 à Oviedo.
- Médaille de bronze en toutes catégories en 1999 à Bratislava.
- Médaille d'or en +100 kg en 2000 à Varsovie.
- Médaille d'argent en toutes catégories en 2001 à Paris.
- Médaille de bronze en +100 kg en 2002 à Maribor.
- Médaille d'or en toutes catégories en 2002 à Maribor.
- Médaille d'argent en toutes catégories en 2003 à Dusseldorf.
- Médaille de bronze en +100 kg en 2004 à Bucarest.
- Médaille de bronze en +100 kg en 2005 à Rotterdam.